# 束花紫金牛
束花紫金牛（学名：Ardisia botryosa），为报春花科紫金牛属下的一个植物种。